# (13463) Antiphos
(13463) Antiphos (5159 T-2) – planetoida z grupy trojańczyków okrążająca Słońce w ciągu 11,72 lat w średniej odległości 5,16 j.a. Odkryta 25 września 1973 roku.